# Portable Batch System
Portable Batch System (PBS) — система управления распределенными вычислениями. Основная функция PBS — запуск вычислительных задач в вычислительной среде по расписанию. Наиболее часто используется для управления вычислительным процессом в кластерах, особенно построенных с под управлением ОС Linux и других Unix-подобных операционных систем.
Изначально PBS была разработана для NASA в рамках проекта, начатого 17 июня 1991 года. Разработчиком изначального кода была компания  MRJ Technology Solutions. В конце 1990-х её приобрела Veridian, в 2003 году права на технологию  PBS и связанную интеллектуальную собственность выкупила Altair Engineering. Altair Engineering продолжает работу над PBS, в ней работает ряд разработчиков из NASA.
Существует несколько версий PBS:
- OpenPBS — изначальная версия с открытым исходным кодом, выпущенная MRJ в 1998 году (не развивается)
- TORQUE — ответвление (форк) от OpenPBS, разрабатываемое Adaptive Computing Enterprises, Inc. (ранее Cluster Resources, Inc.)
- PBS Professional (PBS Pro) — версия  PBS от  Altair Engineering, доступная как в виде исходных кодов[2][3][4], так и в качестве коммерческого продукта.